# Piero Stanco
Piero Stanco (Haarlem, 6 september 1958) is een Nederlandse kinderboekenschrijver en directeur van uitgeverij Kluitman te Alkmaar.
In 1985 treedt Stanco als directie-assistent in dienst bij Pieter Kluitman jr. Wanneer de toenmalige directie, bestaande uit Wim Gerla en Pieter Kluitman jr., in 1987 besluit te stoppen, neemt Stanco samen met Heleen Gerla het stokje over.
Als kinderboekenschrijver is Stanco eigenlijk bij toeval begonnen. Toen in 1990 Hotze de Roos, schrijver van de boekenreeks De Kameleon, aangaf zich te oud te voelen om een nieuw deel te schrijven, stelde Stanco voor zelf een verhaal te proberen te schrijven. Na enkele aanpassingen ontstond hier een nieuw deel uit (deel 61: De Kameleon slaat alarm). Dit deel zorgde voor veel commotie onder de Kameleon-fans doordat de stijl zeer verschilde van de boeken van De Roos. Uiteindelijk verschenen er drie nieuwe Kameleon-delen van zijn hand onder het pseudoniem P. de Roos, evenals een drietal andere kinderboeken die onder het pseudoniem John van Aalst uitgebracht werden.